# Sphingomyeline

Sphingomyelin mit einem Phosphocholin als Kopfgruppe

Allgemeine Strukturformel der Sphingolipide.
Bei Sphingomyelinen ist R z. B. eine Phosphoethanolamin- oder Phosphocholingruppe

Sphingomyeline, auch Sphingophospholipide genannt, gehören zur Gruppe der Phospholipide und der Sphingolipide und setzen sich wie diese aus einem hydrophilen Kopf und zwei hydrophoben Kohlenwasserstoffschwänzen zusammen, wodurch ihnen ein amphiphiler Charakter zukommt.
Das Grundgerüst der Sphingomyeline bildet das Sphingosin. An die C2-Aminogruppe ist eine Fettsäure über eine Amidbindung verknüpft und an die C1-Hydroxygruppe eine Phosphatgruppe über eine Phosphoesterbindung. Analog zu den Phosphoglyceriden kann diese Phosphatgruppe mit einem weiteren Alkohol verestert sein. Prominente Beispiele für diese Alkohole sind Ethanolamin oder Cholin.
Sphingolipide sind Bausteine von Plasmamembranen, besonders hohe Konzentrationen an Sphingomyelin weisen Plasmamembranen von Nervenzellen auf (→ Myelinscheide).

## Biologische Funktion
Zu den wesentlichen Lipiden in der eukaryotischen Zellmembran zählen Glycerophospholipide, Cholesterol und Sphingolipide (Phospho- und Glycosphingolipide). Die Sphingolipide, dessen Hauptvertreter das Sphingomyelin ist, bilden darin einen prozentualen Anteil von 1–2 %.